# HMCS Ontario (C53)
HMCS Ontario (C53) là một tàu tuần dương hạng nhẹ lớp Minotaur được chế tạo cho Hải quân Hoàng gia Anh Quốc trong Chiến tranh Thế giới thứ hai. Nguyên được chế tạo như là chiếc HMS Minotaur (53) và là chiếc dẫn đầu cho lớp Minotaur, nó được chuyển cho Hải quân Hoàng gia Canada khi hoàn tất và được đổi tên thành Ontario.
Nó được chế tạo bởi hãng Harland & Wolff tại Belfast; được đặt lườn vào ngày 20 tháng 11 năm 1941 và hạ thủy vào ngày 29 tháng 7 năm 1943. Nó được chuyển giao cho Hải quân Hoàng gia Canada vào tháng 7 năm 1944, được hoàn tất và được đưa vào hoạt động ngày 25 tháng 5 năm 1945.
Nó lên đường để gia nhập Hải đội Tuần dương 4 tại Mặt trận Thái Bình Dương, nhưng quá trễ để có thể tham gia hoạt động tác chiến, cho dù nó được sử dụng trong các hoạt động tại Hong Kong, Manila và tại Nhật Bản. Nó quay trở về nhà để tái trang bị, về đến Esquimalt vào ngày 27 tháng 11 năm 1945. Sau đó nó được sử dụng cho các hoạt động huấn luyện cho đến khi ngừng hoạt động vào ngày 15 tháng 10 năm 1958. Nó được kéo đến Osaka, Nhật Bản để tháo dỡ vào ngày 19 tháng 11 năm 1960.
Chiếc chuông của HMCS Ontario hiện đang được lưu giữ tại Bảo tàng Hàng hải British Columbia.